# Maori vöcsök
A maori vöcsök (Poliocephalus rufopectus) a madarak (Aves) osztályának vöcsökalakúak (Podicipediformes) rendjébe, ezen belül a vöcsökfélék (Podicipedidae) családjába tartozó faj.

## Rendszerezése
A fajt George Robert Gray angol zoológus írta le 1843-ban, a Podiceps nembe Podiceps (Poliocephalus) rufopectus néven.

## Előfordulása
Új-Zéland északi szigetén honos, a déliről kihalt. Természetes élőhelyei a mocsarak és tavak, valamint víztárolók. Állandó, nem vonuló faj.

## Megjelenése
Testhossza 30 centiméter, testtömege 232-271 gramm.

## Életmódja
Rovarokkal és lárváikkal táplálkozik, de néha a kisebb halakat és édesvízi rákokat is eszik.

## Természetvédelmi helyzete
Az elterjedési területe nagy, de széttagolt, egyedszáma 1200-1400 közötti. A Természetvédelmi Világszövetség Vörös listáján mérsékelten fenyegetett fajként szerepel.